# Riccardo Chailly
Riccardo Chailly (Milánó, 1953. február 20. – ) olasz karmester. Karrierjét operakarmesterként kezdte, majd repertoárját fokozatosan kiterjesztette a szimfonikus zenére.

## Élete, munkássága
Riccardo Chailly Milánóban született 1953-ban. Két lánytestvére van: Floriana televíziós producer, Cecilia hárfaművész. Az apa, Luciano Chailly (1920–2002) zeneszerző, aki akkoriban az olasz rádió zenei vezetője volt, majd 1968-ban a Scala igazgatója lett. A fiú erősen érdeklődött a zene iránt, magán-zongoraórákat vett, apjánál zeneszerzést tanult, később a The Nameless nevű helyi freejazz-együttesben dobolt. Apja szerint a fiú zongorista képessége „nem volt különösebben szenzációs”, az anyja, Anna Maria azonban érezte benne a tehetséget. Végül a család barátja, Franco Ferrara olasz karmester és tanár tanácsára karmesteri tanulmányokba kezdett Rómában, 1968-ban végzett a perugiai konzervatóriumban. 14 évesen vezényelte első koncertjét az I Solisti Veniti élén, Padovában. A műsoron Bach egyik brandenburgi versenye, Vivaldi egy versenyműve és pár Hindemith-darab volt (Hindemith apja kedvenc zeneszerzője volt, emiatt el is nevezték az „olasz Hindemith”-nek). Amikor apja tanári állást vállalt a milánói konzervatóriumban, a fiú követte, és Bruno Bettinellinél zeneszerzést tanult.
1970-ben a milánói Scalában Claudio Abbado segédkarmestere lett. 19 évesen Brahms negyedik szimfóniájával debütált. Az áttörés 1973-ban, 20 éves korában következett be, amikor Franco Ferraránál, a sienai Accademia Chigianában tanult. (Itt ismerkedett meg első feleségével, az argentin-olasz hegedűművésszel, Anahi Carfival is.) A nyári iskola végén az utolsó koncerten való vezénylésre Chaillyt választották, amelyen Csajkovszkij Rómeó és Júliáját játszották. A koncerten részt vett Bruno Bartoletti, a San Franciscó-i Opera művészeti vezetője, aki meghívta a Pillangókisasszony produkciójára. „Zseniális felfedezés volt” – nyilatkozott a bemutatkozásról Bartoletti. A szenzációs amerikai debütálás beindította karrierjét, és az olasz operaházak sorra hívták szereplésre (Comóban Rossini A török Itáliában, Parmában Verdi Simon Boccanegra, Palermóban Stravinsky A kéjenc útja).
1980-ban debütált az Egyesült Királyságban a Londoni Szimfonikus Zenekarral az edinburgh-i fesztiválon, és ugyanebben az évben Ausztriában a Bécsi Filharmonikusokkal, majd 27 évesen, a Berlini Rádió Szimfonikus Zenekarának zeneigazgatója lett (1989-ig töltötte be ezt a posztot). 1982 és 1989 között a Londoni Filharmonikus Zenekar első vendégkarmestere volt. 1986-tól 1993-ig a Teatro Comunale di Bologna zeneigazgatói feladatát látta el. 1985-ben vezényelte először a Concertgebouw Zenekart, és 1988-ban az együttes tagjainak egyhangú döntésével meghívták vezető karmesternek. Megújította a zenekar repertoárját, a hagyományos értékek megtartása mellett bevezette a műsorba Arnold Schönberg, Anton Webern, Olivier Messiaen, Luciano Berio és más „modern” szerzők műveit. 2004-ig volt a zenekar élén, utódja Mariss Jansons lett.
1999-től 2005-ig a milánói Giuseppe Verdi Szimfonikus Zenekar első zeneigazgatója volt, 2005-ben tiszteletbeli igazgatójuknak választották. Ugyanebben az időszakban a bolognai Városi Színház zeneigazgatói posztját is betöltötte. 2005-ben átvette a lipcsei Gewandhaus kapellmeisterének és a Lipcsei Opera általános zenei igazgatójának kettős funkcióját. Itt-tartózkodása alatt a zenekart vezető együttessé hozta fel, és részt vett velük európai és egyesült királyságbeli, valamint az Egyesült Államokba, Kínába, Japánba és Dél-Koreába irányuló turnékon. A szerződését ugyan 2020-ig meghosszabbították, ennek ellenére a 2015/16-os szezon végén – a vártnál négy évvel korábban – elhagyta a zenekart. Tíz évet töltött el a Gewandhaus élén, utódja 2017-től Andris Nelsons lett.
2015 óta a Filarmonica della Scala vezető karmestere, 2017-től a Milánói Scala zeneigazgatója. Kötelezettségei közé tartozik évente két opera bevezetése és három szimfonikus koncertből álló ciklus vezénylése. Fontos feladatának tekinti az olasz operajátszás felfrissítését, Puccini, Verdi, Rossini, Donizetti és Giordano operáinak műsorra tűzését.
2016-ban – az elhunyt Claudio Abbado utódjaként – a Luzerni Fesztiválzenekar zeneigazgatója lett. 2021-ben bejelentették, hogy luzerni szerződését 2026-ig meghosszabbították.
Chailly rendszeresen vezényel jelentős európai és amerikai szimfonikus zenekarokat: a Bécsi Filharmonikusokat, a Berlini Filharmonikus Zenekart, a Bajor Rádió Szimfonikus Zenekarát, a Londoni Szimfonikus Zenekart, az Orchestre de Paris-t, a New York-i Filharmonikusokat, a Clevelandi Zenekart, a Philadelphia Zenekart és a Chicagói Szimfonikus Zenekart. Az opera területén a Scala mellett gyakran együttműködik olyan nagy színházakkal, mint a New York-i Metropolitan Opera, a Chicagói Lírai Opera, a San Franciscó-i Opera, a londoni Covent Garden, a müncheni Bayerische Staatsoper, a bécsi Staatsoper és a Zürichi Operaház. Rendszeresen szerepel olyan vezető nemzetközi fesztiválokon, mint Salzburg, Luzern és a BBC Proms.
Hangfelvételei sorában egyensúlyban vannak az operák és a szimfonikus művek. Több évtizede a Decca kiadó exkluzív művésze. Repertoárja Bach zenéjétől és a nagy klasszikus szimfonikus és operai művektől a kortárs kompozíciókig terjed. Operakarmesterként számos figyelemre méltó Rossini-felvételt készített, köztük a Hamupipőkét Cecilia Bartoli főszereplésével. 2019-ben különlegességként kiadta a Fellini-albumot, amelyet Nino Rota Federico Fellini filmjeihez írt zenéjének szentelt. A Brahms zongoraversenyeinek felvétele Nelson Freirével megkapta a Classic FM Gramophone-díját, a Diapason d’ort, az Académie Charles Cros nagydíját és a Le Monde de la musique Choc-dijat. Beethoven kilenc szimfóniájának felvételsorozatával a Gewandhausszal elnyerte az Echo Klassik díjat, mint 2012 legjobb karmestere. 2013-ban jelent meg a Brahms-szimfóniák teljes ciklusa szintén a Gewandhausszal, amely megkapta a Gramophone-díjat az év lemezeként. Szintén 2013-ban Verdi születésének bicentenáriuma alkalmából jelentette meg a zeneszerző Overtures and Preludes című albumát. A Messa per Rossini lemezével 2018-ban elnyerte az Abbiati-díjat. 2021-ben a Decca kiadott egy CD-dobozt, amely Chailly valamennyi Stravinsky-felvételét tartalmazza.
Érdekes esemény történt meg vele 1997-ben, amikor Maria João Pires zongoraművésszel egy könnyed, előzetes próba nélküli délidei hangversenyt adtak az amszterdami Concertgebouw zenekara társaságában: Mozart 20., d-moll zongoraversenye volt a műsoron. Amikor azonban a zenekar elkezdte, Pires rájött, hogy nem ezt a darabot tanulta meg. Szólt is Chaillynek, a karmester azonban lendületesen tovább vezényelt, és azt mondta neki, hogy „Ezt játszottad az elmúlt évadban is velünk. Biztos vagyok benne, hogy meg tudod csinálni, méghozzá jól”. „Megpróbálom” – mondta még mindig kétségbeesve Pires, de a viszonylag hosszú zenekari bevezetőnek hála volt még egy kis ideje, hogy felelevenítse a darabot, majd az adott pillanatban gond nélkül belépett, és végigjátszotta a versenyművet.

## Elismerései
1994-ben hazájában kitüntették a Grande Ufficiale della Repubblica Italiana (Olasz Köztársaság Tiszti Nagykeresztje) címmel. 1996-tól a londoni Királyi Zeneakadémia tiszteletbeli tagja. 1998-ban, a Royal Concertgebouw Orchestra vezető karmestereként 10. évfordulóján Beatrix holland királynő a Holland Oroszlán-rend lovagja címet adományozta számára. Olaszországban megkapta a Lovagi Nagykeresztet (Cavaliere di gran croce). 2003-ban elnyerte a római Accademia Nazionale dei Lincei Antonio Feltrinelli-díját. 2011-ben Frédéric Mitterrand francia kulturális miniszter Officier de l’Ordre des Arts et des Lettres-nek (A Művészetek és Irodalom Rendje tisztjének) nevezte ki. 2013-ban Paul Smaczny rendező portréfilmet forgatott róla. A film mottója magától Chaillytól származik: „Semmit sem utálok jobban, mint a rutint. A zenének meg kell őriznie a szellemét és a lelkét, de meg kell őriznie azon képességét is, hogy meglepjen és szórakoztasson minket. Meg kell adnia nekünk a vita tárgyát, és soha nem szabad pusztán steril ismétléssel járnia”.

## Magánélete
Chally kétszer nősült. Első felesége Anahi Carfi hegedűművész volt (1973). Egy közös lányuk született 1974-ben, Luana, de a házasság kevesebb mint két év után felbomlott. 1982-ben házasodott másodszor, Gabriella Terragni festőművésznőt vette el, aki Alessandro nevű fiát hozta a kapcsolatba. Két unokája van. Egy Milánóhoz közeli, a Comói-tó partján lévő kis településen él. Korábban nagy motorkerékpár-rajongó volt, de egy 1985-ös balesetben súlyos sérüléseket szenvedett feleségével együtt. Azóta csak egy kis robogóval jár.

## Felvételei
Válogatás az AllMusic és a Discogs nyilvántartása alapján.

| Megjelenés | Tartalom                                                                          | Közreműködők | Kiadó               |
| ---------- | --------------------------------------------------------------------------------- | --- | ------------------- |
| 1979       | Jules Massenet: Werther                                                           | Plácido Domingo, Elena Obraztsova, Arleen Augér, Franz Grundheber, Kurt Moll, Kölner Kinderchor, Sinfonie-Orchester des WDR      | Deutsche Grammophon |
| 1980       | Rossini: Guglielmo Tell                                                           | Sherill Milnes, Luciano Pavarotti, Mirella Freni, Nikolai Ghaurov, Ambrosian Opera Chorus, National Philharmonic Orchestra       | London Records      |
| 1982       | Igor Stravinsky: Le Sacre du Printemps                                            | Radio-Symphonie-Orchester Berlin                                                                                                 | RSO Berlin          |
| 1983       | Giuseppe Verdi: 7 Overtures                                                       | National Philharmonic Orchestra                                                                                                  | Decca               |
| 1984       | Carl Orff: Carmina Burana                                                         | Sylvia Greenberg, James Bowman, Stephen Roberts, RSO Berlin und Chor                                                             | Decca               |
| 1985       | Tchaikovsky: Francesca da Rimini, Romeo & Juliet                                  | Cleveland Orchestra | London Records      |
| 1987       | Ravel: Boléro, Mussorgsky: Pictures at an Exhibition                              | Concertgebouw Orchestra | Decca               |
| 1988       | Giacomo Puccini: Manon Lescaut                                                    | Kiri Te Kanewa, José Carreras, Orchestra e Coro del Teatro Communale di Bologna                                                  | London Records      |
| 1990       | Luciano Berio: Formazioni, Folk Songs, Sinfonia                                   | Jard van Nes, Royal Concertgebouw Orchestra                                                                                      | Decca               |
| 1992       | Paul Hindemith: Kammermusik Nos. 1–7                                              | Royal Concertgebouw Orchestra | Decca               |
| 1993       | Rossini: La Cenerentola                                                           | Cecilia Bartoli, Orchestra e Coro del Teatro Communale di Bologna                                                                | London Records      |
| 1993       | Liszt: Faust Symphony                                                             | Royal Concertgebouw Orchestra | London Records      |
| 1995       | Puccini: Orchestral Works                                                         | Radio-Symphonie-Orchester, Berlin                                                                                                | Decca               |
| 1998       | Rossini: Il Turco in Italia                                                       | Cecilia Bartoli, Alessandro Corbelli, Michele Pertusi, Ramón Vargas, Orchestra e Coro del Teatro alla Scala                      | Decca               |
| 2000       | Mahler 4; Berg: 7 Early Songs                                                     | Barbara Bonney, Royal Concertgebouw Orchestra                                                                                    | Decca               |
| 2002       | Bartók Béla: Concerto for Orchestra, The Miraculous Mandarin                      | Royal Concertgebouw Orchestra | Decca               |
| 2003       | Zemlinsky: Lyrische Symphonie, Eine Florentinische Tragödie, 3 Psalms             | Wiener Philharmoniker, Deutsches Symphinie-Orchester Berlin, Royal Concertgebouw Orchestra                                       | Decca               |
| 2006       | Brahms: The Piano Concertos                                                       | Nelson Freire, Gewandhausorchester                                                                                               | Decca               |
| 2008       | Brahms: Violin Concerto, Double Concerto                                          | Vadim Repin, Truls Mørk, Gewandhausorchester                                                                                     | Deutsche Grammophon |
| 2010       | Bach: Weihnachtsoratorium                                                         | Carolyn Sampson, Wiebke Lehmkuhl, Martin Lattke, Wolfram Lattke, Konstantin Wolff, Dresdner Kammerchor, Gewandhausorchester      | Decca               |
| 2011       | Beethoven: Symphonies Nos. 1 & 2                                                  | Gewandhausorchester | Decca               |
| 2012       | Grieg & Schumann: Klavierkonzerte                                                 | Jorge Bolet, Radio-Symphonie-Orchester Berlin                                                                                    | Decca               |
| 2012       | The Art of Riccardo Chailly (16×CD box)                                           | | Decca               |
| 2013       | Brahms: Violin Concerto, Hungarian Dances, Bartók: Rhapsody No. 1 & 2             | Nagy Péter, Leonidasz Kavakosz, Gewandhausorchester                                                                              | Decca               |
| 2015       | Brahms: Serenades                                                                 | Gewandhausorchester | Decca               |
| 2017       | Overtures, Preludes & Intermezzi                                                  | Filarmonica della Scala | Decca               |
| 2018       | Messa per Rossini: A Requiem by Verdi and 12 Other Composers in Memory of Rossini | Veronica Simeoni, María José Siri, Giorgio Berrugi, Simoni Piazzola, Riccardo Zanellato, Coro e Orchestra del Teatro della Scala | Decca               |
| 2019       | The Fellini Album: The Film Music of Nino Rota                                    | Filarmonica della Scala | Decca               |
| 2020       | Respighi                                                                          | Filarmonica della Scala | Decca               |
| 2021       | Stravinsky Edition                                                                | | Decca               |
| 2022       | Musa Italiana: Mendelssohn, Schubert, Mozart                                      | Filarmonica della Scala | Decca               |